# Galloway cattle
El Galloway es una raza escocesa de ganado vacuno, llamada así por la región de Galloway en Escocia, donde se originó, durante el siglo XVII. Se encuentra en muchas partes del mundo y se exportó a Canadá en 1853, Estados Unidos en 1882 y Australia en 1951. La raza disfrutó del éxito durante la década de 1950, pero disminuyó durante la crisis de la fiebre aftosa. Desde entonces la raza está disfrutando de un renacimiento debido a las demandas del mercado de la carne, se considera de tamaño medio y tiene un pelaje espeso debido al clima de su Escocia natal.

## Etimología
La palabra Galloway deriva del nombre de un pueblo, los Gall Gaidheil, que significa gaélicos escandinavos.

## Historia
El ganado negro sin cuernos se conocía en Escocia a más tardar en el siglo XVI; uno se menciona en un instrumento de sasine fechado en 1523. 
La raza Galloway proviene del ganado nativo de la región suroeste de Escocia que se desarrolló completamente por primera vez en el siglo XVII. Originalmente había mucha variación dentro de esta raza, incluidos muchos colores y patrones diferentes. El libro genealógico original de Galloway solo registraba ganado negro, pero el gen recesivo para el color rojo persistió en la población y finalmente también se permitió el ganado dun Galloway en el libro genealógico. Como resultado, aunque el negro sigue siendo el color más común para Galloways, también pueden ser rojos y varios tonos de pardo. En 1877 se formó la Sociedad Ganadera de Galloway. 
El Galloway se introdujo en Canadá en 1853 se registró por primera vez en 1872 y el primer registro de Galloway se introdujo en los Estados Unidos en 1882. En 1911 se registraron 35 000 cabezas de ganado en el American Galloway Herd Book que se creó por primera vez en 1882. La Sociedad Galloway se fundó en 1908 y no reconocieron el ganado Galloway de color pardo, lo que fue recibido con indignación y esta prohibición se levantó más tarde. En 1951 el ganado Galloway se introdujo en Australia. 
En la década de 1950 la raza disfrutó de mucho éxito porque el mercado de la carne de res exigía ganado de bajo consumo (alimento) con carne de alta calidad. Sin embargo, la crisis de la EEB (o enfermedad de las vacas locas) provocó una prohibición de exportación en 1990, aunque no se detectaron casos de EEB en el ganado Galloway. Esto creó un miedo asociado con el ganado por lo que disminuyó el número de razas. 
Desde entonces ha habido un cambio en la demanda ya que ahora se prefieren las canales más grandes y magras. Algunos de los ajustes realizados fueron la adopción de IA y transferencia de embriones. Las características originales de la raza ahora están nuevamente en demanda. Esto se debe a la demanda de carne de alta calidad que requiere una producción económica.
Desde principios del siglo XIX en el suroeste de Escocia y el noroeste de Inglaterra las vacas Galloway se pusieron comúnmente en toros Shorthorn para producir un híbrido vigoroso. Si el toro era blanco, el becerro era de color azul ruano: el gris azulado. Estos eran fácilmente reconocibles y tenían mucha demanda. A fines del siglo XIX se inició la selección de Whitebred Shorthorn específicamente para la producción de toros blancos para estos becerros.

## Características
Las vacas Galloway son de tamaño pequeño a mediano, con pesos en el rango de 450 a 600 kg; los toros normalmente pesan aproximadamente 800 kg, pero pueden alcanzar pesos de más de 1000 kg. Las terneras nacen con un peso de unos 35 kg y alcanzan un peso de unos 250 kg a la edad de trece o catorce meses. 
Galloways tiene una gruesa capa de doble capa que es ondulada o rizada. La capa de pelo aísla sus cuerpos tan bien que tienen una capa externa mínima de grasa en sus cuerpos, que de otro modo generaría desechos en el matadero. Este pelaje se desprende en los meses de verano y en climas más cálidos. A pesar del uso habitual del animal en la producción de carne de res, hay evidencia de rebaños Galloway ordeñados en Cumberland para la producción de queso. 
El Galloway es naturalmente sin cuernos y en lugar de cuernos tiene una protuberancia de hueso en la parte superior de su cráneo llamada nuca. El pelaje peludo de esta raza tiene una capa interna gruesa y lanosa para brindar calor y pelos protectores más rígidos que ayudan a expulsar el agua, haciéndolos adaptarse bien a climas más duros.

### Población
En 2022 el Galloway fue informado al DAD-IS por veintitrés países de los cuales diecisiete informaron datos de población. La población mundial informada se situó en aproximadamente26 800 cabezas, de las cuales la mayoría estaban en el norte de Europa; las poblaciones más grandes estaban en Dinamarca y Alemania. La raza es rara en los Estados Unidos y Livestock Conservancy la clasifica como una raza para observar.